# イスラエル・コーポレーション
イスラエル・コーポレーション (“Israel Corp.”) (החברה לישראל ヘブライ語) は、イスラエル最大の持株会社であり、世界規模の経営から50%の生産活動と70%近くの連結売上高が得られるグローバルなプレイヤーである。
イスラエル・コープは、テルアビブ証券取引所の主要株式テルアビブ25種指数の構成者であり、加えて、その主要な保有会社イスラエル・ケミカルズとオイル・リファイナリーズ Ltdの2社もまたテルアビブ25種指数の構成者である。

## 沿革
イスラエル・コープは、投資奨励法で外資を誘致した当時の財務大臣であったイスラエル労働党のピンカス・サピアの主導の下、イスラエル史上初の戦略的外国人投資家で上海ゲットーの元難民で日本から移住したシャウル・アイゼンバーグにより1968年に創設された。その変更は、この会社の所有者の30年間の税免除と、他に利益の受け取りを保証するものであった。この会社の株式は1969年、1970年、1974年、1982年に公開で売り出され、この会社は1982年にテルアビブ証券取引所に上場した。  
1998年にアイゼンバーグが取引を拡大させていた中国の北京で死去した後、アイゼンバーグ家はこの会社の経営権をオフェル家に売却した。
2007年12月31日時点で、この会社の株式発行の55%はオフェル・ブラザーズ・グループにより保有され、18%はレウミ銀行により、残りは公開による。

## 主な保有会社
- イスラエル・ケミカルズ Ltd.
- オイル・リファイナリーズ Ltd
- タワー・セミコンダクター Ltd
- ベタープレイス
- ZIM統合海運事業会社